# Del Martin
Del Martin (* 5. Mai 1921 in San Francisco; † 27. August 2008 ebenda) war eine US-amerikanische Autorin, Journalistin, Frauenrechtlerin und LGBT-Aktivistin.

## Leben
Martin wurde als Dorothy Taliaferro in San Francisco geboren. Sie besuchte die George Washington High School. Im Anschluss studierte Martin Publizistik an der University of California, Berkeley und am San Francisco State College. Martin erhielt einen D.A. vom Institute for Advanced Study of Human Sexuality. Sie heiratete James Martin, von dem sie sich nach vier Jahren scheiden ließ. Aus dieser Ehe stammt ihre Tochter Kendra Mon.
Anfang der 1950er-Jahre lernte Martin in Seattle die US-amerikanische Journalistin Phyllis Lyon kennen. 1952 verliebten sich beide ineinander, zogen gemeinsam nach San Francisco und lebten über 50 Jahre als Lebensgefährtinnen zusammen.
1955 gründete Martin gemeinsam mit Phyllis Lyon und sechs anderen lesbischen Frauen die Organisation Daughters of Bilitis (DOB). Dieser Verein entwickelte sich zur ersten großen lesbischen Organisation in den Vereinigten Staaten. Die Vereinszeitschrift The Ladder wurde 1956 begonnen. Während die ersten Ausgaben von Phyllis Lyon geschrieben wurden, verfasste die Ausgaben der Zeitschrift von 1960 bis 1962 Martin. Ab 1962 wurde die Zeitschrift von anderen Autoren weitergeführt, bis diese 1970 eingestellt wurde.
Martin blieb gemeinsam mit Lyon bis Ende der 1960er im Vorstand der Organisation Daughters of Bilitis.
Seit 1967 engagierte sich Martin gemeinsam mit Lyon in der National Organization for Women (NOW). Del Martin war die erste offen lesbisch lebende Frau, die in die Leitung der NOW gewählt wurde. Sie setzte sich dafür ein, dass die Unterdrückung lesbischer Lebensweisen als Problem der gesamten Frauenbewegung anerkannt wurde. 1971 verabschiedete die NOW eine entsprechende Resolution.
1972 gründeten Martin und Lyon mit weiteren Aktivisten den Alice B Toklas Memorial Democratic Club. Die 1979 gegründeten Lyon-Martin Women's Health Services wurden nach Martin und ihrer Lebensgefährtin benannt.
1972 schrieb Martin gemeinsam mit Phyllis Lyon das Buch Lesbian/Woman. Das Buch behandelt das lesbische Leben im modernen Amerika. 1973 veröffentlichte Martin mit Phyllis Lyon das Buch Love and Liberation. In dem Buch schreibt Martin über lesbische Personen und die sexuelle Freiheit. 1979 schrieb Martin das Buch Battered Wives. In diesem Werk richtet Martin ihren Blick auf die häusliche Gewalt in US-amerikanischen Beziehungen.
1989 wurde Martin gemeinsam mit Lyon Mitglied der Organisation Old Lesbians Organizing for Change. 1995 wurde Martin als Delegierte zur White House Conference on Aging durch Senatorin Dianne Feinstein und Lyon durch die Kongressabgeordnete Nancy Pelosi eingeladen.
Joan E. Biren drehte 2003 eine Dokumentation No Secret Anymore: The Times of Del Martin and Phyllis Lyon über das Paar Martin und Lyon.

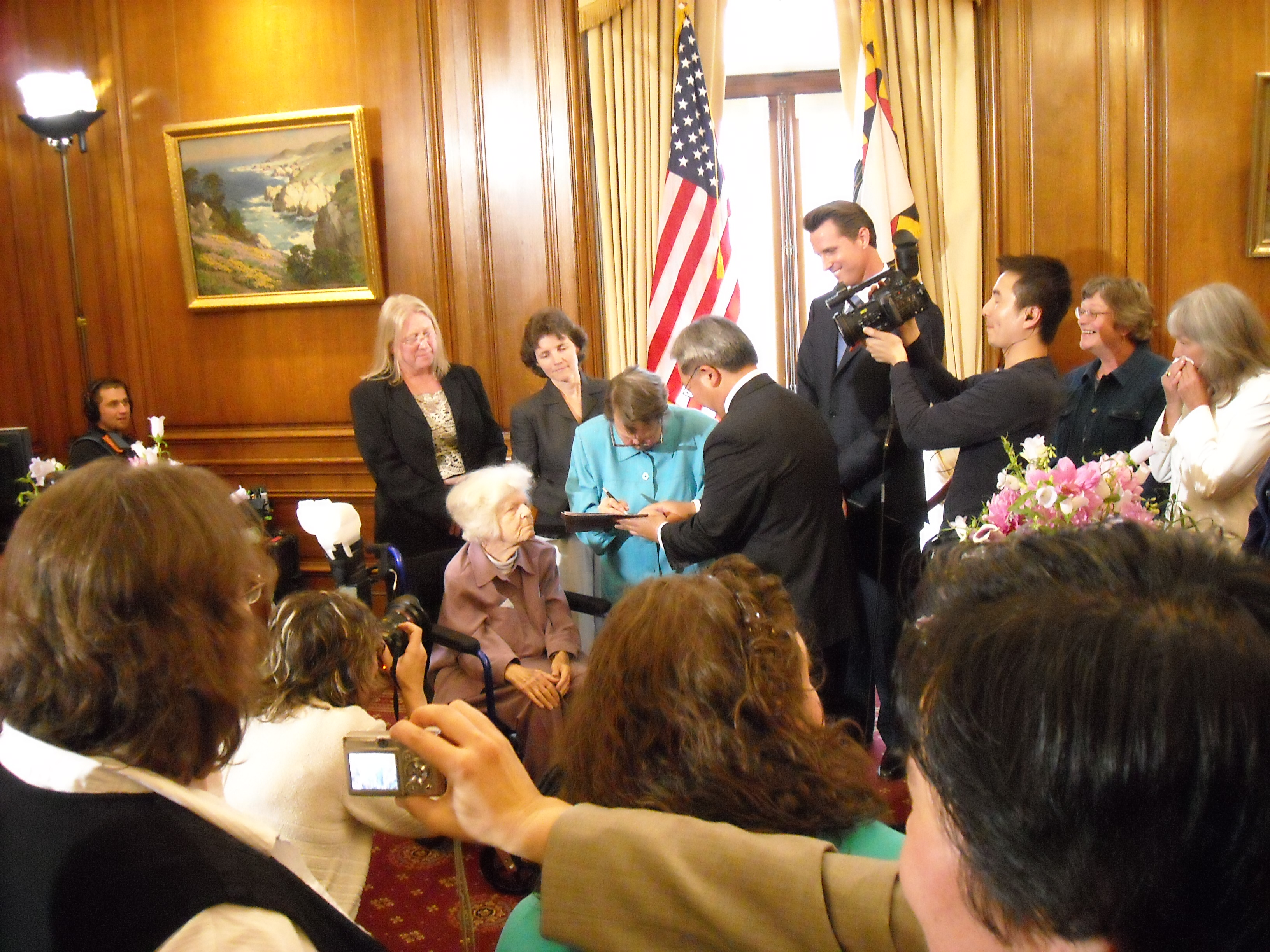
Hochzeit von Martin und Lyon am 16. Juni 2008

Am 12. Februar 2004 heirateten Martin und Lyon in Kalifornien. Die Heirat wurde aber gesetzlich lediglich als Eingetragene Partnerschaft vom Bundesstaat Kalifornien anerkannt, obgleich die Zeremonie beim Standesamt der Stadt San Francisco anfangs als Ehe seitens der Stadtverwaltung anerkannt wurde. Die Hochzeitszeremonie war die erste homosexuelle Heirat in Kalifornien und fand in Anwesenheit des Bürgermeisters Gavin Newsom von San Francisco statt. Am 16. Juni 2008 trauten sich Martin und Lyon nach 56 Jahren gemeinsamen Lebens in San Francisco.
Kurze Zeit später, am 27. August, verstarb Del Martin im Alter von 87 Jahren.

## Werke
- mit Phyllis Lyon: Lesbian/Woman. 1972. (Stonewall Book Award 1972)
- mit Phyllis Lyon: Lesbian Love and Liberation. 1973.
- Battered Wives. 1979.
- mit Daniel Jay Sonkin und Lenore E. A. Walker: The Male Batterer: A Treatment Approach. 1985, ISBN 0-8261-5090-X.